# Takahashi Rie
Takahashi Rie (高橋 李依 (Cao-Kiều Lý-Y) sinh ngày 27 tháng 2, 1994) là một nữ diễn viên và ca sĩ người Nhật Bản đến từ tỉnh Saitama, người được đại diện bởi công ty 81 Produce.
Takahashi được biết đến với vai diễn Megumin trong KonoSuba, Emilia trong Re:Zero, Takagi trong Nhất quỷ nhì ma, thứ ba Takagi và Mash Kyrielight trong Fate/Grand Order. Cô cũng đã biểu diễn các bài hát chủ đề cho anime như Konosuba và Re:Zero. Năm 2016, cô đã giành giải Nữ nghệ sĩ xuất sắc nhất tại giải Seiyu Award lần thứ 10.

## Đóng phim

### Anime truyền hình
| Năm  | Tiêu đề                                                          | Vai                                                           | Ghi chú    |
| ---- | ---------------------------------------------------------------- | ------------------------------------------------------------- | ---------- |
| 2013 | Stella Women's Academy, High School Division Class C³            | Girl C                                                        | Debut role |
| 2013 | Voice Actor Squadron Voicetorm 7                                 | Kosu's friend, Female student                                 |            |
| 2013 | Tanken Driland                                                   | Hiba Nitoukomachi                                             |            |
| 2013 | List of Pretty Rhythm:Rainbow Live episodes                      | Costumer 2                                                    |            |
| 2014 | Aikatsu!                                                         | Nagisa Tsutsumi                                               |            |
| 2014 | Kamigami no Asobi                                                | Student A                                                     |            |
| 2014 | Cardfight!! Vanguard                                             | Nicola, Boy B                                                 |            |
| 2014 | Captain Earth                                                    | Ayana Aizawa                                                  |            |
| 2014 | Norisuta!                                                        | Chocola                                                       |            |
| 2014 | Lời nói dối tháng Tư                                             | Audience                                                      |            |
| 2014 | Kotorisanba de Aiueo                                             | Chocola                                                       |            |
| 2014 | Shirobako                                                        | Uchida, Mixing assistant, Student, Actor 1, Co-worker, Sakuma |            |
| 2014 | Celestial Method                                                 | Student                                                       |            |
| 2014 | Daitoshokan no Hitsujikai: a good librarian like a good shepherd | Schoolgirl D, Officer 1                                       |            |
| 2014 | Maken-ki!                                                        | Asuka                                                         |            |
| 2014 | Yowamushi Pedal                                                  | Announcer                                                     |            |
| 2015 | Go! Princess PreCure                                             | Schoolgirl                                                    |            |
| 2015 | Cardfight!! Vanguard                                             | High school girl                                              |            |
| 2015 | Maria the Virgin Witch                                           | Dorothy                                                       |            |
| 2015 | Yowamushi Pedal                                                  | Hiro's girlfriend, Audience, Elementary school player         |            |
| 2015 | Jojo's Bizarre Adventure                                         | Girl B                                                        |            |
| 2015 | Magical Girl Lyrical Nanoha ViVid                                | Linda, Yuna Purattsu                                          |            |
| 2015 | Seiyu's Life!                                                    | Futaba Ichinose, Korori-chan                                  |            |
| 2015 | Rampo Kitan:Game of Laplace                                      | Kobayashi                                                     |            |
| 2015 | School-Live!                                                     | Miki Naoki                                                    |            |
| 2015 | Comet Lucifer                                                    | Kaon Lanchester                                               |            |
| 2016 | Saijaku Muhai no Bahamut                                         | Noct Leaflet                                                  |            |
| 2016 | Kono Subarashii Sekai Ni Shukufuku o!                            | Megumin                                                       |            |
| 2016 | Mahou Tsukai Pretty Cure!                                        | Mirai Asahina / Cure Miracle                                  |            |
| 2016 | Re:Zero − Bắt đầu lại ở thế giới khác                            | Emilia                                                        |            |
| 2016 | The Asterisk War                                                 | Elliot Forster                                                |            |
| 2016 | Ange Vierge                                                      | Code Omega 00 Yufiria                                         |            |
| 2016 | Alderamin on the Sky                                             | Nanaku Daru                                                   |            |
| 2016 | Magi:The Labyrinth of Magic                                      | Hinahoho's cousin                                             |            |
| 2016 | Keijo (manga)                                                    | Rin Rokudō                                                    |            |
| 2016 | Digimon Universe:Appli Monsters                                  | OL                                                            |            |
| 2017 | Kono Subarashii Sekai Ni Shukufuku o!                            | Megumin                                                       |            |
| 2017 | Akiba's Trip:The Animation                                       | Matome Mayonaka                                               |            |
| 2017 | Love Tyrant                                                      | Aqua Aino                                                     |            |
| 2017 | Knight's & Magic                                                 | Ernesti Echevarria                                            |            |
| 2017 | Battle Girl High School                                          | Misaki                                                        |            |
| 2017 | Anime-Gatari                                                     | Yui Obata                                                     |            |
| 2018 | Nhất quỷ nhì ma, thứ ba Takagi                                   | Takagi-san                                                    |            |
| 2018 | Laid-Back Camp                                                   | Ena Saitou                                                    |            |
| 2018 | Death March to the Parallel World Rhapsody                       | Zena Marienteil                                               |            |
| 2018 | Comic Girls                                                      | Tsubasa Katsuki                                               |            |
| 2018 | Caligula (TV series)                                             | Mifue Shinohara                                               |            |
| 2018 | Sirius the Jaeger                                                | Ryoko Naoe                                                    |            |
| 2018 | Yuuna and the Haunted Hot Springs                                | Sagiri Ameno                                                  |            |
| 2018 | One Room                                                         | Minori Nanahashi                                              |            |
| 2018 | Million Arthur (TV series)                                       | Titania                                                       |            |
| 2019 | Revisions (TV series)                                            | Chang Lu Steiner                                              |            |
| 2019 | Magical Girl Spec-Ops Asuka                                      | Nozomi Makino                                                 |            |
| 2019 | Bakugan:Battle Planet                                            | Dan Kouzo                                                     |            |
| 2019 | Million Arthur (TV series)                                       | Titania                                                       |            |
| 2019 | Bộ tứ dị giới                                                    | Emilia, Megumin                                               |            |
| 2019 | Magical Sempai                                                   | Madara-san                                                    |            |
| 2019 | Wasteful Days of High School Girls                               | Kanade "Majime" Ninomae                                       |            |
| 2019 | Nhất quỷ nhì ma, thứ ba Takagi                                   | Takagi-san                                                    |            |
| 2019 | Isekai Cheat Magician                                            | Rin Azuma                                                     |            |
| 2019 | Fate/Grand Order - Absolute Demonic Front:Babylonia              | Mash Kyrielight                                               |            |
| 2019 | Tenka Hyakken ~Meiji-kan e Yōkoso!~                              | Kuwanagō                                                      |            |
| 2020 | Laid-Back Camp                                                   | Ena Saitou                                                    |            |
| 2020 | Kakushigoto: My Dad's Secret Ambition                            | Hime Gotō                                                     |            |
| 2020 | Re:Zero − Bắt đầu lại ở thế giới khác                            | Emilia                                                        |            |
| 2020 | Listeners                                                        | μ                                                             |            |
| 2020 | Assault Lily                                                     | Shiori Rokkaku                                                |            |
| 2020 | Kanojo, Okarishimasu                                             | Sumi Sakurasawa                                               |            |
| 2022 | Nhất quỷ nhì ma, thứ 3 Takagi                                    | Takagi-san                                                    |            |
| 2023 | Ooyuki Umi no Kaina                                              | Liliha                                                        |            |
| 2023 | Oshi no ko                                                       | Ai Hoshino                                                    |            |

### Original net animation (ONA)
| Năm  | Tiêu đề        | Vai        |
| ---- | -------------- | ---------- |
| 2016 | Monster Strike | Akane Noda |

### Original video animation (OVA)
| Năm  | Tiêu đề                               | Vai       |
| ---- | ------------------------------------- | --------- |
| 2015 | Lời nói dối tháng Tư                  | Setsuko   |
| 2015 | Shirobako                             | Announcer |
| 2016 | Kono Subarashii Sekai Ni Shukufuku o! | Megumin   |
| 2017 | Kono Subarashii Sekai Ni Shukufuku o! | Megumin   |
| 2018 | Nhất quỷ nhì ma, thứ ba Takagi        | Takagi    |
| 2018 | Re:Zero − Bắt đầu lại ở thế giới khác | Emilia    |

### Phim Anime
| Năm  | Tiêu đề                                                            | Vai                          |
| ---- | ------------------------------------------------------------------ | ---------------------------- |
| 2015 | Tiếng hát từ trái tim                                              | Youko Uno                    |
| 2016 | Mahou Tsukai Pretty Cure!                                          | Mirai Asahina / Cure Miracle |
| 2016 | Mahou Tsukai Pretty Cure!                                          | Mirai Asahina / Cure Miracle |
| 2017 | Pretty Cure Dream Stars!                                           | Mirai Asahina / Cure Miracle |
| 2018 | Bungo Stray Dogs:Dead Apple                                        | Mizuki Tsujimura             |
| 2018 | Pretty Cure Super Stars                                            | Mirai Asahina / Cure Miracle |
| 2018 | Hugtto! PreCure Futari wa Pretty Cure:All Stars Memories           | Mirai Asahina / Cure Miracle |
| 2019 | KonoSuba:God's Blessing on this Wonderful World! Legend of Crimson | Megumin                      |
| 2020 | Fate/Grand Order                                                   | Mash Kyrielight              |
| 2022 | Nhất quỷ nhì ma, thứ ba Takagi                                     | Takagi                       |
| 2023 | Oshi no Ko                                                         | Ai Hoshino                   |

### Trò chơi điện tử
| Năm  | Tiêu đề                                                          | Vai                                               |
| ---- | ---------------------------------------------------------------- | ------------------------------------------------- |
| 2014 | Ar Nosurge                                                       | Tatoria                                           |
| 2015 | Future Card Buddyfight                                           | Yuki Tendo                                        |
| 2016 | Fate/Grand Order                                                 | Mash Kyrielight                                   |
| 2016 | Granblue Fantasy                                                 | Erin                                              |
| 2016 | Shadowverse                                                      | Crystalia Aerin, Sibyl of the Waterwyrm           |
| 2016 | The Caligula Effect                                              | Mifue Shinohara                                   |
| 2016 | Girls' Frontline                                                 | OTs-44                                            |
| 2017 | The Idolmaster Stella Stage                                      | Shika                                             |
| 2017 | Azur Lane                                                        | USS Massachusetts (BB-59), USS Montpelier (CL-57) |
| 2017 | Gran Turismo Sport                                               | Narration (Japanese version)                      |
| 2017 | Tenka Hyakken                                                    | Kuwanagou                                         |
| 2017 | Magia Record:Puella Magi Madoka Magica Side Story                | Sasara Minagi                                     |
| 2017 | Destiny Child                                                    | Aria                                              |
| 2018 | Kirby Star Allies                                                | Flamberge                                         |
| 2018 | Fire Emblem Heroes                                               | Fjorm                                             |
| 2018 | Browndust                                                        | Angelica                                          |
| 2018 | Shin Megami Tensei:Liberation Dx2                                | Ririn Ueda                                        |
| 2019 | Dragalia Lost                                                    | Fjorm                                             |
| 2019 | Torikago Scrap March                                             | Protagonist                                       |
| 2019 | Dragon Quest Rivals                                              | Foz                                               |
| 2019 | KonoSuba: God's Blessing on this Wonderful World! Fantastic Days | Megumin                                           |
| 2019 | Arknights                                                        | Nightmare, Perfumer                               |
| 2021 | Genshin Impact                                                   | Hu Tao                                            |

### Vai lồng tiếng

#### Hoạt hình
| Tiêu đề                          | Vai                  | Ghi chú | Nguồn  |
| -------------------------------- | -------------------- | ------- | ------ |
| Regular Show                     | CJ                   |         |        |
| Spider-Man:Into the Spider-Verse | Peni Parker / SP//dr |         | [ 62 ] |
| Young Justice (TV series)        | Wonder Girl          |         | [ 63 ] |